# جوزيف دوفال
جوزيف دوفال (بالفرنسية: Joseph Duval)‏ هو كاهن كاثوليكي فرنسي، ولد في 11 أكتوبر 1928 في Chênex ‏ في فرنسا، وتوفي في 23 مايو 2009 في Saint-Jorioz ‏ في فرنسا.

## وصلات خارجية
- جوزيف دوفال على موقع مونزينجر (الألمانية)